# Verdák
A Verdák (eredeti cím: Cars) 2006-ban bemutatott számítógépes animációs film, a Verdák-trilógia 1. része és a 7. Pixar-film. Az animációs filmet John Lasseter (Toy Story – Játékháború, Egy bogár élete, Toy Story – Játékháború 2.) rendezte. A történet egy olyan világban játszódik, amelyet antropomorfizált autók és más járművek népesítenek be, akiknek hangját többek között Owen Wilson, Bonnie Hunt, Paul Newman, Cheech Marin, Tony Shalhoub, John Ratzenberger, George Carlin, Larry the Cable Guy, Richard Petty és Darrell Waltrip szolgáltatja. A film G besorolást kapott az amerikai korhatármegállapító-bizottságtól, az MPAA-tól.
A film premierje 2006. május 26-án volt a Lowe's Motor Speedway-en az észak-karolinai Concordban. A bemutatóra 30 000 jegyet értékesítettek. A filmet az Amerikai Egyesült Államokban 2006. június 9-én, míg Magyarországon 6 nappal később, június 15-én mutatták be a mozikban.
A Pixar nem sokkal az első rész bemutatása után elkezdte a munkát a Verdák 2. (Cars 2) címet viselő folytatáson, amit 2011-ben mutatták be.
2014. március 18-án a Disney vezérigazgatója bejelentette, hogy a Pixar elkezdett dolgozni a Verdák harmadik részén. 2016. június 10-én John Lasseter egy interjú során elárulta, hogy a Verdák 3. érzelmesebb film lesz, hasonlóan a legelső Verdákhoz. A film Magyarországon 2017. június 15-én jelent meg.
A Verdák az utakon című sorozat 2022 őszén jelent meg a Disney+-on.

## Cselekmény
Villám McQueen a Szelep Kupa versenyének zöldfülű újonca. Mérhetetlenül elbizakodott, arrogáns, megbecsülést nem mutat csapata iránt, másokkal se nagyon törődik, csakis az érdekli, hogy ő legyen az első újonc, aki megnyeri a Szelep Kupát és egy rendkívül jövedelmező szerződéshez jusson a Dinocóval. Igen ám, de a futam hármas holtversenyt hoz McQueen, az állandó második és a szabályokra fittyet hányó Joe Komposztor és a veterán King között.
A verseny után Villám és szállítókamionja, Mack országon átívelő éjszakai útra indul Kaliforniába, a mindent eldöntő megmérettetés helyszínére. Mivel mindenáron először akar odaérni, Villám nem engedi Macket aludni a pihenőhelyen. Mialatt Villám hátul alszik, négy tuning országúti verda szórakozni kezd Mackkel, amitől az álmos kamion egy pillanatra lehajt az útról, épp elég időre, hogy kinyíljon a hátulja, s az alvó Villám kiguruljon az országútra. Villám kétségbeesetten próbálja utolérni Macket, de eltéved és egyedül találja magát az éjszaka közepén a félreeső 66-os úton; megpróbál visszajutni az országútra, de ez nehezen megy fényszórók híján.
A fényszórók nélkül száguldozó autó rövidesen szemet szúr egy kisvárosi seriffnek. Vad üldözés veszi kezdetét, ami azzal ér véget, hogy McQueen feldúlja egy elfeledett sivatagi kisváros, Kipufogó-fürdő főútját. Villámot elfogják, bilincsbe verik és bíróság elé állítják. A helyi idősödő bíró, Hudson Doki először ejteni akarja az ügyet és megszabadulni McQueentől, ám Sally, a 2002-es Porsche színre lép és meggyőzi a dokit, hogy Villám maradjon és javítsa meg az utat, amit tönkretett.
Eleinte Villám McQueen arrogáns marad és csak magára gondol, s minél előbb le akar lépni Kipufogó-fürdőből, hogy a kaliforniai versenyre jusson. Egy szökési kísérlet és egy elfuserált útjavítás után Hudson Doki kihívja Villámot egy sivatagi futamra. Ha McQueen nyer, elhagyhatja a várost. Ha a doki nyer, Villám köteles eleget tenni az ítéletnek és Doki utasításait követni. Villám nevetve megy bele a könnyű  próbába, s hatalmas előnyre tesz szert, míg Doki a startvonalnál marad. Villám megpróbál bevenni egy éles kanyart a porban, ám lerepül az útról, egyenesen egy kaktuszosba, éppen ahogy Doki gondolta. A versenyt Doki nyeri.
Az elkövetkezendő néhány napban Villám fokozatosan ismeri meg a városkát és lakóit. Megtudja, hogy a szinte elhagyatott város életét a 40-es autópálya építése zökkentette ki a mindennapjaiból, évtizedekkel ezelőtt. McQueen összebarátkozik az együgyű, de hűséges vontatókocsival, Matukával és Sallyvel, a Porschével. Sally megmutatja Villámnak, miért is szereti Kipufogó-fürdőt, s elmeséli neki, mennyire kiemelkedő volt a város turizmusa a 66-os út mentén, ami az autópálya megépítésével teljesen eltűnt.
Villám kezdi megkedvelni Kipufogó-fürdőt, de továbbra is izgatja az a sivatagi éles, poros kanyar. Doki tanácsokat ad neki ezzel kapcsolatban, de McQueen figyelmen kívül hagyja az öreg járgány látszólag nevetséges utasításait. Ezután Villám felfedezi, hogy Hudson Doki egykor nagy versenyző volt, háromszoros Szelep Kupa bajnok az ’50-es években, egészen addig, míg egy súlyos baleset véget nem vetett karrierjének. Miután Villám rájött titkára, a doki fülest ad a médiának McQueen hollétéről, amiről egy hete nem tudtak semmit. Villám gyorsan felszívódik, hatalmas médiafelhajtással Kaliforniába jut.
Kaliforniában, a bajnoki futamon Villám képtelen koncentrálni, mert esze folyton Sallyn és Kipufogó-fürdőn jár. Gyengén kezd neki a versenynek, ám miután felfedezi, hogy sok barátja eljött Kipufogó-fürdőből, hogy csapataként segítsék, csapatfőnökként Hudson Dokival (a régi #51 „Hihetetlen” Hudson Hornet festéssel) az élen, McQueen összeszedi magát. Felzárkózik, majd a vezetést is megszerzi az utolsó körben, köszönhetően annak, hogy végre megértette  a doki tanácsát az éles sivatagi kanyarról.
Mikor már úgy tűnik, Villámé lesz a bajnoki cím, Joe Komposztor, utolsó elkeseredett lépésként szántszándékkal kilöki Kinget, aki többször megpördülve tengelye körül súlyos balesetet szenved. Villám, emlékezve Doki balesetére, ami véget vetett karrierjének, lefékez a célvonal előtt, zöld utat adva Komposztornak az első helyhez, és visszamegy segíteni Kingnek; áttolva őt a célvonalon méltó befejezést biztosít számára. Joe Komposztor megnyeri a Szelep Kupát, de a közönség kifütyüli, csodálatukat Villám McQueen nyeri el önzetlenségéért és megbecsülésének kimutatásáért. Noha a Dinoco felkínálja neki, amiről álmodott, Villám úgy dönt, régi szponzoránál, a RozsdaMarisnál marad, és visszamegy Kipufogó-fürdőbe – teljes versenycsapatával egyetemben. McQueennek köszönhetően a város turizmusa fellendül, s a település megmenekül a lassú vegetálástól.

## Szereplők
- Villám McQueen – 2002-es, a 95-ös számú Le Mans endurance versenyautó.
- Matuka – 1951-es, az L-170-es International Harvester autómentő.
- Sally Carrera – 2002-es Porsche 911
- Doc Hudson – 1951-es Hudson Hornet autó.
- Ramone – 1959-es Chevy Impala Lowrider.
- "The King" Strip Weathers – Az 1970-es Plymouth Superbird.
- Fillmore – 1960-as VW Transporter T1
- Őrmester – 1941-es Willys MB Jeep
- Luigi – 1959-es Fiat 500 autó.
- Guido – Autós targonca.
- Joe Komposztor – Az 1978-as General Motors G-Body versenyautó.
- Seriff – 1949-es Mercury Club Coupe rendőrautó.
- Mack – 1985-ös Mack Super-Liner kamion, Villám McQueen sofőre.
- Lizi – 1923-as Ford Model T-s idős női autó.
- Tőti – 1957-es Motorama női autó.
- Piró – 1960-as tűzoltóautó.

## Szereposztás
| Szereplő                      | Szereplő                     | Eredeti hang                                                     | Magyar hang                                    |
| magyarul                      | angolul                      | Eredeti hang                                                     | Magyar hang                                    |
| ----------------------------- | ---------------------------- | ---------------------------------------------------------------- | ---------------------------------------------- |
| Villám McQueen                | Lightning McQueen            | Owen Wilson                                                      | Tóth Roland                                    |
| Matuka                        | Mater                        | Larry the Cable Guy                                              | Gesztesi Károly                                |
| Sully Monster Truck           | Sully                        | John Goodman                                                     | Gesztesi Károly                                |
| Sally Carrera                 | Sally Carrera                | Bonnie Hunt                                                      | Náray Erika                                    |
| Hudson Doki                   | Doc Hudson                   | Paul Newman                                                      | Kristóf Tibor                                  |
| Luigi                         | Luigi                        | Tony Shalhoub                                                    | Jáksó László                                   |
| Guido                         | Guido                        | Guido Quaroni                                                    | eredeti hang                                   |
| Fillmore                      | Fillmore                     | George Carlin                                                    | Háda János                                     |
| Őrmester                      | Sarge                        | Paul Dooley                                                      | Papp János                                     |
| Ramone                        | Ramone                       | Cheech Marin                                                     | Bor Zoltán                                     |
| Tőti                          | Flo                          | Jenifer Lewis                                                    | Némedi Mari                                    |
| Seriff                        | Sheriff                      | Michael Wallis                                                   | Kárpáti Tibor                                  |
| Lizi                          | Lizzie                       | Katherine Helmond                                                | Pásztor Erzsi                                  |
| Piró                          | Red                          | Joe Ranft                                                        | eredeti hang                                   |
| Újrahasznosított elemes Jerry | Jerry Recycled Batteries     | Joe Ranft                                                        | Kapácsy Miklós                                 |
| Mack                          | Mack                         | John Ratzenberger                                                | Bognár Tamás                                   |
| Guba-kocsi                    | Hamm                         | John Ratzenberger                                                | Kautzky Armand                                 |
| Yeti                          | Yeti the Abominable Snowplow | John Ratzenberger                                                | Kautzky Armand                                 |
| Piti Bolha-kocsi              | P.T. Flea                    | John Ratzenberger                                                | Kautzky Armand                                 |
| Joe Komposztor                | Chick Hicks                  | Michael Keaton                                                   | Ganxsta Zolee                                  |
| "The King" Motor Ottó         | Strip "The King" Weathers    | Richard Petty                                                    | Végvári Tamás                                  |
| Harv                          | Harv                         | Jeremy Piven (amerikai változat) Jeremy Clarkson (brit változat) | Szabó Sipos Barnabás                           |
| Darrell Cartrip               | Darrell Cartrip              | Darrell Waltrip                                                  | Seszták Szabolcs                               |
| Bob Cutlass                   | Bob Cutlass                  | Bob Costas                                                       | Forgács Gábor                                  |
| Mrs. The King                 | Mrs. The King                | Lynda Petty                                                      | Kiss Erika                                     |
| Boost                         | Boost                        | Jonas Rivera                                                     | Seder Gábor                                    |
| Wingo                         | Wingo                        | Adrian Ochoa                                                     | Vári Attila                                    |
| Fékusz                        | Snot Rod                     | Lou Romano                                                       | Karácsonyi Zoltán                              |
| DJ                            | DJ                           | E.J. Holowicki                                                   | Varga Rókus                                    |
| Motori Brian Park             | Brian Park Motors            | Bob Scott                                                        | Varga Rókus                                    |
| Rozsdi                        | Rusty                        | Tom "Car Talk" Magliozzi                                         | Beregi Péter                                   |
| Porosdi                       | Dusty                        | Ray "Car Talk" Magliozzi                                         | Reviczky Gábor                                 |
| Mr. Stex                      | Tex Dinoco                   | H.A. "Humpy" Wheeler                                             | Orosz István                                   |
| Jay Limo                      | Jay Limo                     | Jay Leno                                                         | Csankó Zoltán                                  |
| Hengerfej                     | Not Chuck                    | Mike Nelson                                                      | Dolmány Attila                                 |
| Mia                           | Mia                          | Lindsey Collins                                                  | Molnár Ilona                                   |
| Tia                           | Tia                          | Elissa Knight                                                    | Bogdányi Titanilla                             |
| Kiss Busz                     | Van                          | Richard Kind                                                     | Schnell Ádám                                   |
| Minnie busz                   | Minny                        | Edie McClurg                                                     | Zakariás Éva                                   |
| Fred                          | Fred                         | Andrew Stanton                                                   | Láng Balázs                                    |
| Max Multimax                  | Chuck Manifold               | Teddy Newton                                                     | Láng Balázs                                    |
| Junior                        | Dale Earnhardt Jr. #8        | Dale Earnhardt Jr.                                               | Kossuth Gábor (1. hang) Moser Károly (2. hang) |
| Mario Andretti                | Mario Andretti #11           | Mario Andretti                                                   | Pálfai Péter                                   |
| Lightyear Léghajó             | Al Oft                       | Brian Fee                                                        | Dézsy Szabó Gábor                              |
| Nagy Al                       | Albert Hinkey                | A.J. Riebli III                                                  | Dézsy Szabó Gábor                              |
| R.M.                          | R.M                          | Douglas Keever                                                   | Péter Richárd                                  |
| Csigusz                       | Larry Camper                 | Larry Benton                                                     | Kisfalusi Lehel                                |
| Richard Clayton               | Richard Clayton              | Richard Cawood                                                   | Albert Péter                                   |
| Marco Axelbender              | Marco Axelbender             | Marco Boerries                                                   | Albert Péter                                   |
| Ferrari                       | Michael Schumacher           | Michael Schumacher                                               | Bolba Tamás                                    |
| Governátor                    | Sven "The Governator"        | Scott Clark                                                      | Faragó András                                  |
| Kori Turbowitz                | Kori Turbowitz               | Sarah Clark                                                      | Erős Antónia                                   |
| Claude Scruggs                | Claude Scruggs #52           | Rodger Bumpass                                                   | Faragó József                                  |
| Woody-autó                    | Woody                        | Tom Hanks                                                        | Faragó József                                  |
| Buzz Lightyear-autó           | Buzz Lightyear               | Tim Allen                                                        | Jakab Csaba                                    |
| Mike Isetta                   | Mike                         | Billy Crystal                                                    | Lippai László                                  |
| Fürge-autó                    | Flik                         | Dave Foley                                                       | Hevér Gábor                                    |
| Joe csapatfőnöke              | Chief Chick                  | Jim Ward                                                         | Breyer Zoltán                                  |
| Artie                         | Artie                        | Artie Kempner                                                    | Breyer Zoltán                                  |
| HTB targonca                  | Wide Chick Pitty             | Bob Peterson                                                     | Magyar Bálint                                  |
| Chuck Armstrong               | Chuck Armsrtong #33          | Jack Angel                                                       | Stern Dániel                                   |
| T.J.                          | T.J. Hummer                  | Jan Rabson                                                       | Gardi Tamás                                    |

### Magyar változat
A szinkront a Disney Character Voices International megbízásából, a Masterfilm Digital Kft. készítette.
- Magyar szöveg: Hamvas Dániel
- Hangmérnök: Kránitz Lajos András
- Gyártásvezető: Jávor Barbara
- Szinkronrendező: Faragó József
- További magyar hangok: Csuja Imre, Wégner Judit, Szokol Péter, Endrédi Máté, Hegedüs Miklós

## Háttér
Ellentétben a legtöbb animált autótól, a film járműveinek szeme a szélvédőn helyezkedik el. Bob Pauley produkciós designer szerint John Lasseter a kezdetek óta a szélvédőn képzelte el a szemeket. Először is, ez megkülönbözteti a karaktereket a sokkal általánosabb ábrázolástól, ahol az apró szemek a fényszórók helyén jelennek meg. Másodszor pedig, úgy érezte, ha a szemek lent vannak, közel a szájhoz, az autók legelején, a szereplők sokkal inkább emlékeztetnek kígyókra. A szélvédőre helyezett szem jóval emberibb hatást kölcsönöz, illetve így a teljes autó része lehet a karakter animációjának.”
Az eredeti forgatókönyvet 1998-ban írták meg, s a producerek a Verdákat közvetlenül az Egy bogár élete után kívánták elkészíteni, 1999 eleji bemutatóra. Ám a filmet jegelték, s a Toy Story – Játékháború 2 munkálatai vették át a helyét. Később, mikor ismét előtérbe került a produkció, több nagyobb változtatást is véghezvittek a történeten.
A film munkacíme 2001-ben A 66-os út (Route 66) volt. 2002-ben azonban megváltoztatták, hogy elkerüljék a bármiféle kapcsolat feltételezését az 1960-as évekbeli, azonos című tévésorozattal.
Eredetileg 2005. november 4-ére tervezték a bemutatót, de nem sokkal az előzetes 2004 végi debütálása után 2006. június 9-ére változtatták, így nyári premiert biztosítottak a filmnek, a DVD kiadás pedig ebből következően 2006 telére tevődött. A Verdák helyett a Csodacsibét mutatta be a Disney 2005. november 4-én.
A Verdák a néhai Joe Ranft utolsó munkája; autóbalesetben halt meg 2005-ben. A készítők az ő emlékének ajánlják a filmet.

## Kritikai fogadtatás
A kezdeti kritikusi reakciók alapvetően pozitívak voltak. A Chicago Sun-Times publicistája, Roger Ebert három csillagot adott a filmnek (a lehetséges négyből), s azt mondta: "A filmet élvezet nézni és nagyszerű szórakozás, de hiányzik belőle az a plusz, amit a Pixartól megszokhattunk". Stephen Hunter a Washington Posttól "nagyszerű mókának" hívta a filmet és négy csillagra értékelte (a lehetséges négyből). Ugyanakkor Manohla Dargis a The New York Timestól kedvezőtlenül nyilatkozott a produkcióról, kritikával illetve a filmben túlnyomóan szereplő mechanikus karakterek és tájak létét és az élőlények hiányát. Christy Lemire, az Associated Press munkatársa írásában kiemelte a cselekmény hasonlóságát az 1991-es Doc Hollywood című filmével. Lisa Schwarzbaum az Entertainment Weeklyben szintén megemlítette ezt a hasonlóságot, noha ő sokkal pozitívabban nyilatkozott és ötös alát adott a filmnek. Ámbár a film az eddigi leggyengébb értékelést kapta a Pixar-művek közül, még így is “igazoltan friss” 77%-os minősítést érdemelt ki a Rottentomatoes.com-on, ahol a kritikusok krémje 78%-ot adott a Verdáknak.
A filmet a Heartland Filmfesztiválon "Truly Moving Picture" díjjal jutalmazták. John Lasseter rendező elnyerte a 2006-os Will Rogers Awardot az alkotásnak a 66-os útra gyakorolt pozitív hatásáért.

## Bevételek
Észak-Amerikai (USA + Kanada) bevételek

| Hétvége | Bevétel      | Helyezés | Változás | Összbevétel   |
| ------- | ------------ | -------- | -------- | ------------- |
| 1       | 60 119 509 $ | 1        | -        | 60 119 509 $  |
| 2       | 33 731 634 $ | 1        | -43,9%   | 117 055 283 $ |
| 3       | 23 285 367 $ | 2        | -31%     | 156 664 916 $ |
| 4       | 14 569 356 $ | 4        | -37,4%   | 182 591 139 $ |
| 5       | 10 734 082 $ | 5        | -26,3%   | 205 908 484 $ |
| 6       | 7 840 985 $  | 6        | -27%     | 220 001 446 $ |
| 7       | 4 947 198 $  | 10       | -36,9%   | 229 485 636 $ |
| 8       | 2 620 756 $  | 14       | -47%     | 234 802 642 $ |
| 9       | 1 084 684 $  | 20       | -58,6%   | 237 517 306 $ |
| 10      | 620 976 $    | 23       | -42,8%   | 238 841 296 $ |
| 11      | 438 906 $    | 25       | -29,3%   | 239 618 177 $ |
| 12      | 734 162 $    | 22       | +67,3%   | 240 555 222 $ |
| 13      | 849 014 $    | 19       | +15,6%   | 241 743 295 $ |
| 14      | 478 322 $    | 20       | -43,7%   | 242 618 740 $ |
| 15      | 345 867 $    | 25       | -27,7%   | 243 067 357 $ |
| 16      | 318 716 $    | 26       | -7,9%    | 243 469 180 $ |
| 17      | 200 202 $    | 34       | -37,2%   | 243 735 463 $ |
| 18      | 134 870 $    | 35       | -32,6%   | 243 921 502 $ |
| 19      | 83 225 $     | 46       | -38,3%   | 244 052 771 $ |

Összesített bevételek:
| Terület       | Bevétel       | Eloszlás |
| ------------- | ------------- | -------- |
| Észak-Amerika | 244 082 982 $ | 52,8%    |
| Többi ország  | 217 899 144 $ | 47,2%    |
| Összesen      | 461 981 126 $ | 100,0%   |

A film erősen indított, első helyen a 2006. június 9-11-ei hétvégén, így folytatta a Pixar #1 debütsorozatát. Nyitóösszege közel azonos a Disney korábbi NASCAR-filmje, a Kicsi kocsi: Tele a tank! teljes bevételével, ugyanakkor alulteljesített a cég két előző filmjéhez, A Hihetetlen családhoz és a Némó nyomábanhoz mérten, melyek 70 millió dollár fölött kerestek premierjük alkalmával.
A Verdák második hetére is megőrizte elsőségét, s a továbbiakban is helytállt, olyan vetélytársak érkezése ellenére, mint a Nacho Libre, a Távkapcs, a Superman visszatér vagy A Karib-tenger kalózai: Holtak kincse. Július 8-án átlépte a kétszázmillió dolláros határt.

## Kapcsolódó rövidfilmek

### Az utcai zenész
Teljes cikk: Az utcai zenész
A Verdák vetítései előtt és a film DVD-változatán látható az Oscar-díjra jelölt Az utcai zenész, a Pixar 2005-ben, a Verdák bemutatóját megelőző évben készült rövidfilmje.

### Matuka és az UFO-fény
Teljes cikk: Matuka és az UFO-fény
A Verdák DVD-kiadása 2006 novemberében került a boltokba, ezen látható ez a rövidfilm, melyben visszatér Matuka, a film egyik szereplője, akinek hangját ismét Larry the Cable Guy szolgáltatja.

## Utalások más Pixar-filmekre
Az autók oldalán látható szponzorok nevei utalások korábbi Pixar-filmekre vagy szójáték valós, autókhoz kapcsolódó cégekkel.
- Az egyik autón olvasható 2319-es szám a 23-19-es kód, amit a Gyerekészlelő Ügynökség használ a Szörny Rt.-ben, amikor egy zokni kerül az egyik szörny szőrére.
- Villám McQueen gumija Lightyear Buzzard, a Goodyear Eagle gumik paródiája, s egyben utalás Buzz Lightyearre a Toy Story – Játékháborúból.
- King szponzora a Toy Story – Játékháborúban is szereplő Dinoco, ami maga is egy tréfa a Sunoco céggel, noha a logó jobban hasonlít a Sinclairére, amin egy dinoszaurusz látható.
- A korai előzetesben szereplő autók oldalán a Toy Story – Játékháború és az Egy bogár élete logói láthatók, illetve a JLP (John Lasseter rendező) és a CDA (Child Detection Agency, vagyis Gyerekészlelő Ügynökség a Szörny Rt.-ből) feliratok.
- A jelenetben, ahol Villám a traileréhez megy az első verseny után, a háttérben az egyik traileren az Apple Computer logója látható. Ugyanezt egy autón is láthatjuk, melynek száma a 84-es, utalva a Macintosh számítógép 1984-es bemutatkozására.
- A madárkák a Madárkák a drótonból láthatóak és hallhatóak (épp csak egy pillanatra) egy vezetéken a „Life is a Highway”-jelenet vége felé.
- A nyúlból lett antilop a Hoppszahoppból egy ábrán szintén észrevehető. Fillmore táblái között találunk „Fékezek a nyúlból lett antilopoknak” feliratút; vagy egy másik a „Mentsétek meg a 2D-s animációt” szöveget viseli.
- Kipufogó-fürdő alapítója, Stanley, ugyanaz az autó, amit a Hoppszahopp című rövidfilmben láthatunk.
- A végső versenynél a stadion bejáratánál észrevehető egy Pizza Planéta furgon a Toy Story – Játékháborúból.
- Mikor Mack elhajt a kamionpihenő mellett, az egyik kamionon az „i, Inc.” felirat olvasható. Ez utalás A Hihetetlen családra (az „i” Mr. Irdatlan monogramja).
- A második Szelep Kupán az egyik kabint flamingók és egy medence veszi körül, ami utal a Nippfelkelés című rövidfilmre.
- A vonat száma, ami majdnem elcsapja Villám McQueent, A113-as, egy visszatérő rejtett tréfa az animációs filmekben, ami a CalArts tanulói által használt osztályterem száma. Ugyanez a betű-szám kombináció olvasható Matuka rendszámtábláján. Ugyanez a kód látható a WALL·E c. animációs filmben is, ahol Shelby Forthright azt mondja a kapitánynak hogy a föld lakhatatlanná vált.
- A végefőcím alatt újrajátszott jelenetek peregnek más Pixar-filmekből. Ezek a Játékautó-háború, a Szörny Autó Rt. és az Egy bogár élete címeket viselik.

## Eltérések a NASCAR-tól
A Szelep Kupa szabályai több helyen is eltérést mutatnak a NASCAR-verseny szabályaitól. Többek között az alábbiakban:
- A filmben a holtversenyt egy újabb futammal döntik el. A NASCAR-ban ebben az esetben a versenyzők győzelmeinek a száma dönt, amennyiben ez egyező, akkor a második helyek száma, és így tovább.
- A filmben Villám McQueen rákapcsol a pitben, hogy a pace car elé vághasson be, hogy ne kerüljön körhátrányba. Ezért a NASCAR-ban egy kör hátránnyal büntetnék.
- A filmben Joe Komposztor King szándékos kiütése után megnyeri a versenyt és a bajnokságot. A NASCAR-ban ez nem fordulhat elő ilyen formában.
- A filmben Villám McQueen áttolja Kinget a célvonalon. A NASCAR-ban mindkét versenyzőt megbüntetnék ezért (a NASCAR-ban a Kinget ért balesethez hasonló esetben sárga zászló alatt fejezik be a versenyt, és a szabályok szerint a sárga zászló alatt az utolsó körben nem lehet megtolni egy másik autót). Ugyanakkor, a szimbolikus gesztus elméletileg előfordulhat a NASCAR-ban, mivel a szabálykönyv utolsó sora a következő: "Kivéve a ritka eseteket".
- Néhány autónak a film első versenyében háromjegyű száma van, míg a NASCAR-ban, noha lehet háromjegyű szám regisztrálva, az autóknak egy- vagy kétjegyű számmal kell indulniuk. 1972 előtt még általános volt a háromjegyű szám.
- Az első versenyen McQueen defektet kap, s a futamot ezután is folytatják. A NASCAR-ban ugyanakkor a versenyt befejeznék a sárga zászló alatt, McQueen a vezető pozícióban maradna és megnyerné a kupát (kivéve, ha kimenne a depóba, vagy túl lassú lenne a mezőnyhöz képest).
- A modern NASCAR-ban az autók vázának közel ugyanolyan alakúnak kell lennie, különbséget csak a festésben mutathatnak. A Szelep Kupában szereplő autókat különböző, 1970 utáni NASCAR-versenyzőkről mintázták.
- A NASCAR autókban (mint általában minden járműben) a rükverc egysebességű, mellyel nem lehetne „verseny-gyorsaságra” gyorsulni és tolatva versenyezni, mint ahogy azt a film utolsó versenyén McQueen tette.

## Filmzene
A lemez húsz track-et tartalmaz. További részletek itt: Verdák (filmzene).

## Kapcsolt termékek
Több cég is kiadott a filmhez kapcsolódó promóciós terméket. A Kellogg’s forgalomba hozott Verdákos gabonapelyhet és gyümölcsös szeletet.
Továbbá, a film bemutatása előtti hetekben az AT&T, a State Farm Insurance, a Hertz Rent-a-Car és a McDonald’s is kapcsolt termékeket dobott piacra.
A Fisher-Price a Shake 'n Go Racers termékeit a szereplőkről mintázta. Villám McQueen, King, Matuka és Doc kapható ebben a formában.
A Mattel gyártotta, a főszereplőket mintázó autók egyike a nyár legnépszerűbb játékainak. Több boltban is problémák merültek fel a készletet illetően, néhány szereplő, például “Lizzi” egészen ritka. Online Disney-rajongók a Mattel 1995-ös Toy Story – Játékháborúhoz gyártott játékainak hiányához hasonlítják a helyzetet.
2006. június 22-én a Disney Consumer Products bejelentette, hogy a Verdák kapcsolt termékei értékesítési rekordot döntöttek a Disney-Pixar produktumok történetében, megelőzve a Némó nyomábant. A DCP bejelentette, hogy a DVD-megjelenéssel egy időben további termékeket dobnak piacra.
A New York Daily News becslései szerint a Verdák merchandise termékei két héttel a film bemutatóját követően már 600 millió dollárt hoztak.
Az Egyesült Államok Közlekedési Minisztériuma felhasznált néhány jelenetet a filmből a "Click It or Ticket" kampányuk reklámjaihoz.
A film bemutatójával egyidőben Ausztráliában piacra került egy gumiabroncsot formázó jégkrém. A terméknek a "Burnouts" nevet adták. Az elnevezés kisebb botrányt kavart, mivel ez a szakszó a gyorsulási versenyekkel hozható kapcsolatba, s az autóversenyzés ezen fajtája illegális és súlyosan büntetett az országban. Nincs róla információ, hogy a jégkrémek árusítását megszüntették-e.
Dél-Afrikában a Verdákat vetítő mozikban a film plakátjával ellátott Opel típusú gépjárműveket állítottak ki.

## Játékverziók
A Verdák videójáték történetét a Pixar írta (a néhai Joe Ranfttel), és a szereplők legtöbbje visszatér benne. A játék a Rainbow Studios, a THQ és a Buena Vista Games fejlesztése a Pixar részvételével. A sztori Villám McQueen második Szelep Kupa-futamával folytatódik. Noha Joe Komposztor komoly vetélytársnak bizonyul, McQueen végül megnyeri a versenyt, amit Kipufugó-fürdőben tartanak. Ezután Sally-vel és Matukával ünneplés gyanánt egy országjáró körútra indul, kupáját pedig otthagyja Doc Hudson három trófeája mellett.
A PC- és konzolverzió mellett a Disney és a Capybara Games kifejlesztette a mobiljáték-változatot. Ez a film cselekménye után játszódik, amikor is Villám McQueen a következő Szelep Kupára készül.

## Díjak és jelentősebb jelölések
- Oscar-díj
  - jelölés: legjobb animációs film
  - jelölés: legjobb eredeti betétdal (Randy Newman: Our Town)
- Golden Globe-díj
  - díj: legjobb animációs film
- BAFTA-díj
  - jelölés: legjobb animációs film
- Grammy-díj
  - jelölés: legjobb válogatásalbum – film, televízió vagy más vizuális média
  - jelölés: legjobb dal – film, televízió vagy más vizuális média (Randy Newman: Our Town)
- Broadcast Film Critics Association Awards
  - díj: legjobb animációs film
- Hollywood Film Festival
  - díj: az év animációja
- National Board of Review, USA
  - díj: legjobb animációs film
- PGA Golden Laurel Awards
  - díj: legjobb animációs film
- People's Choice Awards, USA
  - díj: kedvenc családi film
- Southeastern Film Critics Association Awards
  - díj: legjobb animációs film
- World Soundtrack Awards
  - díj: legjobb eredeti filmbetétdal (Randy Newman, James Taylor: Our Town)

## Televíziós megjelenések
HBO, HBO 2, HBO Comedy, RTL Klub, Disney Channel, Disney Junior, M1, Duna, Digi Film, Film+, Cool, Viasat 3